# Special Olympics Togo
Special Olympics Togo (englisch: Special Olympics Togo) ist der togolesische Verband von Special Olympics International, der weltweit größten Sportbewegung für Menschen mit geistiger Beeinträchtigung und Mehrfachbeeinträchtigung. Ziel ist die sportliche Förderung dieser Personengruppe und die Sensibilisierung der Gesellschaft für sie. Außerdem betreut der Verband die togolesischen Athletinnen und Athleten bei den Special Olympics Wettbewerben.

## Geschichte
Special Olympics Togo wurde 1991 mit Sitz in Lomé gegründet.

## Aktivitäten
2015 waren 4.644 Athletinnen, Athleten und Unified Partner sowie 702 Trainer bei Special Olympics Togo registriert.
Der Verband nahm 2016 am Programm Athlete Leadership teil, das von Special Olympics International ins Leben gerufen worden war.

### Sportarten
Folgende Sportarten wurden 2016 vom Verband angeboten:
- Badminton (Special Olympics)
- Basketball (Special Olympics)
- Fußball (Special Olympics)
- Handball (Special Olympics)
- Leichtathletik (Special Olympics)

### Teilnahme an Weltspielen vor 2020 (Auswahl)
• 2007 Special Olympics World Summer Games, Shanghai, China (6 Athletinnen und Athleten)
• 2019 Special Olympics, World Summer Games, Abu Dhabi (4 Athletinnen und Athleten)

### Teilnahme an den Special Olympics World Summer Games 2023 in Berlin
Special Olympics Togo nahm an den Special Olympics World Summer Games 2023 teil. Die Delegation wurde vor den Spielen im Rahmen des Host Town Program von Coburg und dem Landkreis Coburg betreut. Das Team gewann bei diesen Weltspielen eine Silber- und zwei Bronzemedaillen.